# جزر أنامباس

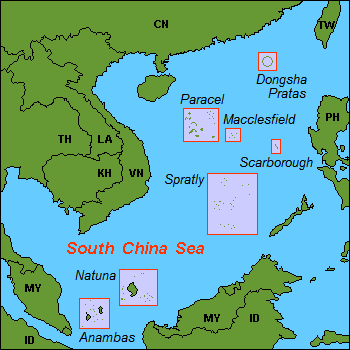
خريطة توضح موقع جزر ناتونا ضمن بحر الصين الجنوبي وبضمنها جزر أنامباس.

جزر أنامباس هو أرخبيل يقع بين الساحل الشمالي الغربي لجزيرة بورنيو وشرق الجزء الماليزي لشبه جزيرة الملايو ، وتقع في جنوب مجموعة جزر ناتونا في بحر الصين الجنوبي.
من الناحية الجغرافية تعتبر جزءً من أرخبيل توجوه، وإدارياً جزءً من مقاطعة جزر رياو في إندونيسيا. وينتشر هذا الأرخبيل على مدى مئات الكيلومترات.
مساحة الجزر الكلية تبلغ 670 كم2 (258،7 ميل مربع) ومركزها مدينة تاريمبا (Tarempa) في جزيرة سياتان .
جزر أنامباس لديها احتياطيات كبيرة من الغاز الطبيعي يتم تصديرها إلى البلدان المجاورة مثل سنغافورة وماليزيا . وتعد جزيرة ماتاك قاعدة لاستكشاف البترول.
من الجزر الأخرى:
- جزيرة سياتان (Siantan)
- جزيرة موبور (Mubur)
- جزيرة جيماجا (Jemaja)
- جزيرة كيابو (Kiabu)

## وصلات خارجية
- صور جزر ناتونا وبضمنها جزر أنامباس
- الموقع الرسمي لجزر ناتونا
- وكالة استخبارات الجغرافية الوطنية (2005) "الساحل الشمالي الغربي لبورنيو وجزر توجوه" وجهات الإبحار: بورنيو وجاوة وسولاوسي ونوسا تنقارا ، وكالة الاستخبارات الجغرافية القومية الأمريكية .